# Серенај Сарикара
Серенај Сарикаја (тур. Serenay Sarıkaya, Анкара 1. јул 1992) је турска глумица и модел. Њена прва значајна улога била је у филму "На плажи"  (тур. Plajda) 2008. године.
Своју каријеру заправо је отпочела ситном улогом у филму "Збуњен"  (тур. Şaşkın ) 2006., а касније се појавила у филму "На плажи". У истој години појавила се на телевизијској серији "Бајка" (тур. Peri Masalı) 2008. године, режираној од стране Синана Ћетина који ју је потом и припремао за њену прву главну улогу у филму "Дрво лимуна" (тур. Limon Ağacı) 2008. године. Касније се појављује у серији ”Аданали” (тур. Adanalı) (2008-10). Сарикајава је била првопласирана на избору за "Miss" турске 2010. године. Своју интернационалну популарност добила је својим улогама у серијама "Поље лала" (тур. Lale Devri) и "Плима и осека" (тур. Medcezir (2013-15)) и добила бројна признања и награде, као и две "Golden Butterfly awards". Своју филмску каријеру наставила је улогом у филму "Behzat Ç. Ankara Yanıyor" (2013).
Kao додатак њеној каријери, учествовала је у неколико промоција, као и многим рекламним партнерствима. 2014. године одабрана је за "Жену године" (Woman of the year) од стране турског "GQ" магазина.

## Детињство
Серенаj Сарикаја је рођена 1. јула 1992. године у Анкари у браку Сејхане Умран и Мустафе Сарикаја. Са својом породицом живела је у Анталији до своје 7. године, када су се њени родитељи раставили. По новој женидби свога оца, са својом мајком, сели се у Истанбул. Касније је у једном од интервјуа рекла: "Отац је битан фактор у развоју мале девојчице. Одрастање без оца је велико искуство". У то време, када је је њена мајка доносила одлуку између живота у Истанбулу или Анталији, Сарикајaва је рекла својој мајци да жели постати глумица, и тиме је убедила да је живот у Истанбулу прави избор. Сарикајaва је касније  била ученица у анталијскoj  „Saime Salih Konca” средњој школи, иако је желела да дипломира, и даље то није учинила. У свом детињству желела је да постане модел. Била је страствени играч одбојке, као и кошарке. Такође је заинтересована за тенис и латино плесове. У својој 15. години учествовала је европском такмичењу лепоте, одржаваном у Чешкој, где је освојила  специјалну награду.

## Каријера
2006-2012: Филмови и телевизијске серије
У 2006. години, након добијања награде на европском такмичењу младости и лепоте (енг.  the European Youth Beauty Competition), одржаном у Чешкој, добија улогу у филму “Şaşkın” режираном од стране Шахина Алпаслана, где игра лика Итир . Године 2008., глумила је у рекламном филму за компанију Туркчел (тур. Turkcell) и онда глумила у свом другом филму “На плажи” (тур. Plajda), чији је продуцент Синан Ћетин, а режисер Мурат Шекер (тур.  Murat Şeker ). У овом филму играла је лика Асли.
Потом је била спремана од стране Ћетина за своју прву водећу улогу у телевизијској серији “Пери Масали” (тур. Peri Masalı), коју је режирао Ђелал Ћимен (тур. Celal Çimen), где је глумила добру вилу. Исте те године глумила је у телевизијској серији “Дрво лимуна”  (тур. Limon Ağacı) поред глумца Кана Урганђиоглу (тур.  Kaan Urgancıoğlu).
2008. године добила је улогу у серији Аданали коју је режирао Аднан Гулер (тур. Adnan Güler). Остатак глумачке поставе чинили су Октај Кајнарђа (тур. Oktay Kaynarca), Мехмет Акиф Алакурт (тур. Mehmet Akif Alakurt) и Селин Демиратар (тур. Selin Demiratar). Играла је улогу Октајове Грчко-Турске ћерке по имену Софија, после које је добила много добрих критика и похвала за имитацију Грчко-Турског акцента. Такмичила се на националном такмичењу лепоте за „ Мис Турске" 1. априла 2010., представљајући Анкару, где је била добро пласирана, међутим одлучује да настави са својом глумачком каријером.
У другој сезони телевизијске серије Аданали, Серекајава одлчује да напусти екипу, и уместо тога почне глумити у другој телевизијској серији званој „Поље лала“ (тур. Lale Devri) и игра улогу Јешим Ташкиран. Неки од колега на овом пројекту били су јој  Толгахан Сајишман (тур. Tolgahan Sayışman) и Хатиџе Аслан  (тур. Hatice Aslan). У једној од епизода отпевала је једну песму, што је веома привукло публику и на основу чега је добила много понуда за снимање албума, међутим, све их је одбила говорећи да је глума њена професија.

#### 2013- "Плима и осека" (тур.Medcezir) и остали пројекти
У мају 2013. године почела је да снима за  „ Behzat Ç. Ankara Yanıyor“, биоскопски филм. Играла је лика по имену Мелиса. Исте године, Сарикајава је уз колегу Чагатаја Улусоја (тур. Çağatay Ulusoy) глумила у серији „Плима и осека“ (тур. Medcezir), која је базирана на оригиналу  америчке телевизијске серије „The O.C.“. Сценарио је написао Еђе Јуренћ, а режирана од стране Алија Билгина, где је играла лика Мире Бејлиђе. Имала је још пар значајних улога, а после извесног времена, након потписивања двогодишњег уговора,  постала је лице „Плавих фармерица“ (тур.  Mavi Jeans). За промоцију колекције пролеће-лето 2015. Године, Саракајава је уз Керема Бурсина запевала пред камерама, што је наишло на изузетно позитивну реакцију публике.
2017-2018 Сарикајава је глумила у серији „Фи“.
2019. године појавила се на позоришној сцени у улози Алисе у мјузиклу „Alice Müzikali“, као адаптација на роман  „Алиса  у земљи чуда“ Луиса Керола.

## Филмографија
| Филмови | Филмови                  | Филмови           |
| Год.    | Назив                    | Улога             |
| ------- | ------------------------ | ----------------- |
| 2006    | Şaşkın                   | Itır              |
| 2008    | Plajda                   | Aslı              |
| 2010    | How To Train Your Dragon | Astrid Hofferson  |
| 2011    | Hoşçakal                 | Sarah             |
| 2013    | Behzat Ç. Ankara Yanıyor | Melisa            |
| 2016    | İkimizin Yerine          | Çiçek             |
| 2021    | Bergen: Acıları Kadını   | Bergen Sarılmışer |

| Телевизија | Телевизија    | Телевизија       | Телевизија     |
| Год.       | Домаћи назив  | Оригинални назив | Улога          |
| ---------- | ------------- | ---------------- | -------------- |
| 2008       | Пери масали   | Peri masalı      | Talya          |
| 2008       | Дрво лимуна   | Limon Ağacı      | Peri           |
| 2008-10    | Аданали       | Adanalı          | Sofıa Dikkaya  |
| 2010-12    | Поље лала     | Lale Devri       | Yeşim Taşkıran |
| 2013-15    | Плима и Осека | Medcezir         | Mira Beylice   |
| 2017-18    | Фи            | Fi               | Duru           |

## Позориште
| Позориште |                |       |
| Год.      | Назив          | Улога |
| 2019      | Alice Müzikali | Alice |

## Награде
| Год. | Награда                                            | Категорија                         | Рад             | Result     |
| ---- | -------------------------------------------------- | ---------------------------------- | --------------- | ---------- |
| 2010 | Miss Turkey                                        |                                    |                 | Учешће     |
| 2013 | Turkey Elle Style Awards                           | Најбоља фризура                    | Medcezir        | Освојено   |
| 2014 | magazinci.com Awards                               | Најбоља глумица                    | Medcezir        | Освојено   |
| 2014 | GQ Turkey Men of the Year Awards                   | Жена године                        | Medcezir        | Освојено   |
| 2014 | Istanbul Technical University Awards               | Најбоља глумица ТВ серије          | Medcezir        | Освојено   |
| 2014 | 5th Ayaklı Newspaper TV Stars Awards               | Најбоља глумица драма серије       | Medcezir        | Освојено   |
| 2014 | Çanakkale 18 Mart University Awards                | Најбоља глумица                    | Medcezir        | Освојено   |
| 2014 | Karadeniz Technical University Awards              | Најбоља глумица                    | Medcezir        | Освојено   |
| 2014 | 4th İMK Social Media Awards                        | Најбоља глумица                    | Medcezir        | Освојено   |
| 2014 | 3rd Crystal Mouse Media Awards                     | Најбоља глумица                    | Medcezir        | Освојено   |
| 2014 | 41st Golden Butterfly Awards                       | Најбоља глумица                    | Medcezir        | Освојено   |
| 2015 | Istanbul Arel University 4th Media and Art Awards  | Најцењенија глумица ТВ серије      | Medcezir        | Освојено   |
| 2015 | YTÜ Stars of the Year Awards                       | Најцењенија глумица ТВ серије      | Medcezir        | Освојено   |
| 2015 | 5th Unimpeded Life Foundation Awards               | Најбоља ТВ глумица године          | Medcezir        | Освојено   |
| 2015 | MGD 21. Gold Lens Awards                           | Најбоља глумица драме              | Medcezir        | Освојено   |
| 2015 | Turkey Youth Awards                                | Најбоља глумица                    | Medcezir        | Освојено   |
| 2015 | Ege University 4th Media Awards                    | Најбоља глумица                    | Medcezir        | Освојено   |
| 2015 | Kayahan Media and Arts Awards                      | Најбоља глумица године             | Medcezir        | Освојено   |
| 2015 | 6th Quality of Magazine Awards                     | Најквалитетнија глумица            | Medcezir        | Освојено   |
| 2015 | 42nd Golden Butterfly Awards                       | Најбоља глумица                    | Medcezir        | Освојено   |
| 2016 | 2nd Elele Avon Woman Awards                        | Глумица године                     | Medcezir        | Номинација |
| 2016 | 6th Elle Style Awards                              | Глумица године "Еlle" стила        | Medcezir        | Номинација |
| 2016 | 10th GSUEN Awards                                  | Најбоља ТВ/филмска глумица         | Medcezir        | Номинација |
| 2016 | 7th İMK Social Media Awards                        | Најбоља глумица                    | Medcezir        | Номинација |
| 2017 | 24th İTÜ EMÖS Achievement Awards                   | Најуспешнија глумица године        | İkimizin Yerine | Освојено   |
| 2017 | 12th İTÜ Makinistanbul Media, Art and Sport Awards | Филмска глумица године             | İkimizin Yerine | Освојено   |
| 2017 | 1st Turkey Children Awards                         | Најбоља ТВ глумица                 | Medcezir        | Номинација |
| 2017 | 3rd Turkey Youth Awards                            | Најбоља ТВ глумица                 | Medcezir        | Номинација |
| 2017 | 3rd Turkey Youth Awards                            | Најбоља филмска глумица            | İkimizin Yerine | Номинација |
| 2017 | 4th Mersin Golden Palm Awards                      | Филмска глумица године             | İkimizin Yerine | Освојено   |
| 2017 | 7th Life Foundation Awards                         | Најбоља глумица године             | Fi              | Освојено   |
| 2017 | 6th Fashion TV Mode Awards                         | Најуспешнија глумица године        | Fi              | Освојено   |
| 2017 | 6th Ayaklı Newspaper Awards                        | Најбоља глумица                    | Fi              | Освојено   |
| 2017 | 44th Golden Butterfly Awards                       | Најбоља глумица                    | Fi              | Номинација |
| 2017 | 6th Bilkent TV Awards                              | Најбоља драмска глумица            | Fi              | Номинација |
| 2018 | 16th YTÜ Stars of the Year Awards                  | Глумица са највише свиђања/лајкова | Fi              | Освојено   |
| 2018 | 12th GSÜ The Bests Awards                          | Најбоља ТВ/биоскопска глумица      | Fi              | Освојено   |
| 2020 | 18th YTÜ Stars of the Year Awards                  | Најбоља позоришна глумица          | Alice Müzikali  | Освојено   |
| 2020 | 8th Ayaklı Newspaper Awards                        | Најцењенија глумица ТВ серије      | Alice Müzikali  | Освојено   |